# Fox-Ton
Der Fox-Ton (englisch foxy) ist eine Geschmacks- bzw. Geruchsnote von amerikanischen Wildreben und ist (in Europa) meist unerwünscht. Besonders auffällig ist er bei der Spezies Vitis labrusca, die auch als Fuchsrebe bezeichnet wird.
Das moschusartige, erdige und süßliche Aroma ist nicht nach dem Fuchs (englisch fox) benannt.
Der Begriff „foxy“ entwickelte sich zu einem Sammelbegriff für alle Geschmacksnoten amerikanischer Weinsorten, die sich von den gewohnten Aromen europäischer Vitis-vinifera-Reben unterschieden.
Der Geschmack wird auch mit Erdbeeren (speziell: Walderdbeeren), Himbeeren oder Sanddorn assoziiert. In den alemannischen Dialekten werden entsprechende Reben/Weine dagegen ziemlich unverblümt mit Katzenurin in Verbindung gebracht: Schwäbisch Katzasoicher, Schweizerdeutsch Chatzeseicherli.
Im schweizerischen Kanton Tessin z. B. wird ein Wein mit der amerikanischen Direktträgersorte Isabella angebaut. Daher wird der Fox-Ton auch als Tessinernote bezeichnet. In der Toskana gibt es eine Rebsorte 'Fragole' (Fragola = Erdbeere), die geschmacklich wohl auf eine Einkreuzung mit Amerikanerreben zurückgeht.
Der Uhudler aus dem österreichischen Südburgenland wird ebenfalls aus den Hybridsorten Concord, Noah, Delaware, Othello, Elvira, Isabella, bzw. Ripatella erzeugt. Dieser Wein darf nicht als Qualitätswein verkauft werden, sondern muss als Tafelwein (in Österreich: „Wein“) deklariert werden.